# Parinya Nusong
Parinya Nusong (thailändisch ปริญญา หนูสง; * 7. April 2005) ist ein thailändischer Fußballspieler.

## Karriere
Parinya Nusong erlernte das Fußballspielen in der Jugend vom Banbueng FC, Binlha Songkhla City FC und dem Chonburi FC. Bei seinem Jugendverein Chonburi FC unterschrieb er Ende Januar 2024 auch seinen ersten Profivertrag. Der Verein aus Chonburi spielt in der ersten Liga, der Thai League. Sein Erstligadebüt gab Parinya Nusong am 10. Februar 2024 (16. Spieltag) im Auswärtsspiel gegen den Khon Kaen United FC. Bei der 1:0-Niederlage wurde er nach der Halbzeit für Bukkoree Lemdee eingewechselt. Am Ende der Saison 2023/24 belegte er mit Chonburi den 14. Tabellenplatz und musste somit in die zweite Liga absteigen. Am Ende der Saison 2024/25 feierte er mit Chonburi die Zweitligameisterschaft sowie den Aufstieg in die erste Liga. Im Juli 2025 wechselte er auf Leihbasis zum singapurischen Erstligisten Hougang United.

## Erfolge
Chonburi FC
- Thailändischer Zweitligameister: 2024/25  ▲